# Społeczny Komitet Odnowy Zabytków Krakowa
Społeczny Komitet Odnowy Zabytków Krakowa (SKOZK) – organizacja społeczna pod patronatem Prezydenta RP, działająca od 1978 r., której celem jest finansowanie oraz inspirowanie działań na rzecz odnowy zabytków Krakowa jako wspólnego dobra wszystkich Polaków.

## Historia
Organizacja powstała w 1978 r. Od 1985 r. SKOZK jest dysponentem środków Narodowego Funduszu Rewaloryzacji Zabytków Krakowa (NFRZK). Od 1990 r. działa pod ustawowym patronatem urzędu Prezydenta RP. Od 1978 r. SKOZK finansował ok. 5000 przedsięwzięć rewaloryzacyjnych w ponad 600 obiektach zabytkowych, w tym najważniejszych dla polskiej kultury: Zamku Królewskim na Wawelu, archikatedrze na Wawelu, kościele Mariackim, Sukiennicach, Collegium Maius UJ, na Kopcu Kościuszki wraz z otoczeniem, w klasztorze benedyktynów w Tyńcu oraz w licznych zespołach pałacowych i dworskich, kolegiach uniwersyteckich, kościołach, klasztorach, synagogach i na zabytkowych cmentarzach różnych wyznań. Do 2015 biuro mieściło się w kamienicy przy ulicy Brackiej 13 w Krakowie.

## Cel i działalność
Celem SKOZK jest odnowa i opieka nad zabytkami Krakowa, które – reprezentując na najwyższym europejskim poziomie wszystkie style artystyczne i architektoniczne występujące w Polsce – stanowią dobro całego Narodu. Komitet realizuje ten cel m.in. poprzez:
- finansowanie prac konserwatorskich, remontowych, zabezpieczających i badawczych w poszczególnych obiektach zabytkowych na terenie Krakowa. Przeciętnie w ciągu jednego roku budżetowego SKOZK wspiera finansowo prace w około 100 obiektach należących do Skarbu Państwa, Gminy Kraków, uczelni publicznych, związków wyznaniowych i stowarzyszeń oraz właścicieli prywatnych;
- prowadzenie działalności edukacyjnej poprzez organizowanie m.in. wystaw plenerowych, prelekcji o zabytkach Krakowa, lekcji o zabytkach Krakowa oraz konkursów dla dzieci i młodzieży.
- inspirowanie i koordynowanie działań na rzecz rewaloryzacji zabytków Krakowa m.in. poprzez programowanie długofalowych planów ich odnowy.

W 1978 został wybity medal upamiętniający Społeczny Komitet Odnowy Zabytków Krakowa.

## Członkowie i władze Komitetu
Na mocy ustawy o NFRZK z 1985 r. i regulaminu SKOZK przewodniczący, wiceprzewodniczący i członkowie Komitetu powoływani i odwoływani są przez Prezydenta RP. Zwierzchnią władzą Komitetu jest Zebranie Plenarne wszystkich członków Komitetu zwoływane przynajmniej dwa razy w roku. Organem wykonawczo-zarządzającym jest Prezydium Komitetu zwoływane nie rzadziej niż co dwa miesiące. Merytoryczna praca SKOZK prowadzona jest na bieżąco w pięciu stałych Komisjach Komitetu (Prawno-Organizacyjnej, Programowania i Oceny Realizacji, Finansowej, Informacji i Inicjatyw Społecznych, Ochrony Krajobrazu Kulturowego Krakowa). Kontrolę nad działalnością Prezydium i Komisji Komitetu sprawuje Komisja Rewizyjna.
Społeczny Komitet Odnowy Zabytków Krakowa liczy obecnie 143 członków.

## Źródła finansowania
SKOZK od początku swej działalności jest beneficjentem środków społecznych pozyskiwanych m.in. w formie zbiórki publicznej prowadzonej przy użyciu skarbon ustawionych na płycie Rynku Głównego, na terenie Zamku Królewskiego na Wawelu, Portu Lotniczego Kraków-Balice i opactwa Benedyktynów w Tyńcu. Od 1985 r. SKOZK na mocy ustawy sejmowej jest dysponentem środków Narodowego Funduszu Rewaloryzacji Zabytków Krakowa (NFRZK) zasilanego środkami przekazywanymi z budżetu państwa za pośrednictwem Kancelarii Prezydenta RP na wniosek Prezydenta RP oraz z wpłat osób prywatnych. Obsługę finansową Narodowego Funduszu Rewaloryzacji Zabytków Krakowa zapewnia Małopolski Urząd Wojewódzki w Krakowie.

## Patronat Prezydenta RP nad działalnością SKOZK
Od 1990 r. SKOZK działa pod ustawowym patronatem urzędu Prezydenta RP. Patronat ten znajduje swój wyraz w zapewnianiu Komitetowi obsługi administracyjno-organizacyjnej przez Kancelarię Prezydenta RP oraz w przekazywaniu środków budżetowych na NFRZK. Środki przeznaczone na ratowanie zabytków Krakowa stanowią od lat istotną część budżetu Kancelarii Prezydenta RP. W 2005 r. nakłady budżetu państwa na ten cel wynosiły 30,5 mln, by w kolejnych latach znacząco wzrosnąć: w 2006 r. – 37,5 mln, 2007 r. – 45,5 mln, w latach 2008-2009 – 44,3 mln, w latach 2010–2012 – 42 mln złotych, w roku 2013 – 39,8 mln złotych. W latach 2013–2018 wysokość dotacji z budżetu państwa wynosiła corocznie 30,0 mln zł.

## Przewodniczący SKOZK
- Henryk Jabłoński – w latach 1978-1990
- Stanisław Lem – w latach 1990-1991
- Tadeusz Chrzanowski – w latach 1991-2005
- Franciszek Ziejka – w latach 2005-2020
- Borysław Czarakcziew od 19 listopada 2020[5]